# Musée finlandais de la photographie
Le musée finlandais de la photographie est un musée à Helsinki.

## Présentation
Ouvert en 1969, sous l’impulsion d´artistes finlandais, il est considéré comme le plus vieux musée consacré entièrement à la photographie en Europe. Il est situé dans une ancienne usine de câbles de l’entreprise Nokia dans le quartier de Ruoholahti. Il se focalise sur la photographie finlandaise et possède la plus grande collection photographique de tout le pays. Il expose ainsi des photographes contemporains finlandais (Elina Brotherus, Sanna Kannisto ou encore Pentti Sammallahti…), et/ou internationaux (Alec Soth, Francesca Woodman, Dorothée Smith…). 
Il dédie également un espace (project space) consacré à la photographie finlandaise émergente. Le musée accueille divers évènements tout au long de l’année consacrés à l’art photographique et participe activement à différents projets européens pour la photographie émergente.
Il dispose également d’une librairie de livres photographiques accessible sur rendez-vous.